# Dinotettix amplus
Dinotettix amplus är en insektsart som beskrevs av Günther, K. 1968. Dinotettix amplus ingår i släktet Dinotettix och familjen torngräshoppor. Inga underarter finns listade i Catalogue of Life.